# 미카사노미야 도모히토 친왕
미카사노미야 도모히토(일본어: 三笠宮寬仁親王, 1946년 1월 5일 ~ 2012년 6월 6일)는 일본의 황족이다. 신위는 친왕이며 《황실전범》에 따른 경칭은 "전하"이다.

## 약칭
일본 황통보(皇統譜)상의 기재는 「寬仁親王」이며 한국의 외래어 표기법에 따라 '도모히토'로 읽는다. 「寛」의 구자체인 「寛에 『、』이 붙은 글자」 때문에 일본 정부의 공식 표기 및 본인의 저술 활동에서는 구자체가 사용되었는데 보도 등에서는 신자체 표기가 많았다.
수염을 덥수룩하게 기른 용모 탓에 「털보 전하」(ヒゲの殿下)라는 애칭으로 알려졌다. 칭호(현 학위)는 정치학사(政治学士, 가쿠슈인 대학学習院大学), 스즈카 국립대학 명예객원교수(鈴鹿国際大学名誉客員教授) 그외에 명예학위로써 명예박사(앙카라 대학)의 칭호가 있다.

## 생애

### 젊은 시절
1946년 1월 5일 일본 가나가와 현(神奈川県)의 하야마 정(葉山町)에 있는 미카사노미야 어가우소(三笠宮御假寓所, 미이 가三井家의 별장)에서 다이쇼 천황의 막내 아들 미카사노미야 다카히토 친왕(三笠宮崇仁親王)과 다카기 자작가의 딸 다카히토 친왕비 유리코 사이 제1왕자(3남 2녀 가운데 장남)로 태어났다. 큰아버지인 쇼와 천황에게 있어서는 첫 번째 조카이기도 했다.
어린 시절에는 누나인 야스코 내친왕(甯子内親王)와 함께 세쓰코 황태후(節子皇太后)에게 특별히 귀염을 받았다고 한다.
세이신 여자학원 유치원(聖心女子学院幼稚園), 가쿠슈인 초등과(学習院初等科), 가쿠슈인 중 ・ 고등과를 거쳐 가쿠슈인 대학(学習院大学)에 입학하였다. 아버지인 미카사노미야 다카히토 친왕의 교육방침이 「방임주의」로, 어린 시절에 부모로부터 『공부 좀 하라』는 잔소리조차 한 번 들어본 적이 없었다고 한다. 초등과에서는 다른 일반 아이들과는 다른 대우를 받았으며, 등하교 때에 도모히토 친왕을 위한 신발장이 특별실에 설치되기도 했으며, 그를 「도모짱」(トモちゃん)이라고 불렀다가 교사로부터 「무엄하다! 왕자님이라고 불러라」(何事だ！宮様と呼べ)라고 호되게 야단을 맞는 아이도 있었다. 학교에서는 스키, 소프트볼 등의 스포츠에 열중하였으며, 특히 소학교 4학년부터 타기 시작한 스키는 고등학교 2년차에 스키 뱃지 테스트 1급을 취득할 정도였다. 한편으로 학업 성적은 『엉망진창으로 나빴다』(メチャクチャに悪かった)고 한다.
가쿠슈인 고등과 응원단(学習院高等科応援団)에 들어가 3년차에는 응원단장을 맡기도 했다. 응원단에서의 위엄을 기르기 위해 수염은 2학년 때 인중만, 3학년 때 턱수염도 기르기 시작했다(당시 가쿠슈인 고등과에는 수염에 관한 교칙은 없었다). 1977년 4월 1일 방송된 텔레비전 방송 『徹子の部屋』에서 게스트로 출연했을 때 본인의 발언에 따르면 「고등학생이 되면서 일진 행세를 하다가 고1 때부터 담배를 피웠고, 음주는 더 어렸을 때부터 시작했다」(高校生になるとチンピラのように振る舞い、高校1年生あたりからタバコを吸い、飲酒に至ってはさらに若い頃から始めていた)고 한다.
1966년 1월에 성년식에 수반해 대훈위(大勲位)가 서임되고 국화대수장(菊花大綬章)을 받았다.
같은 해 9월 15일에 애차인 프린스 스카이라인 GT-B를 운전하여 시부야 구(渋谷区) 진구마에(神宮前)의 오모테산도(表参道)를 운전하고 있던 도모히토 친왕은 U턴하려다가 그만 오토바이를 치었다. 오토바이를 운전하고 있던 입주 점원이 왼쪽 대퇴골 골절로 전치 반년을 요하는 중상을 입었고, 뒷좌석에 타고 있던 소년도 경상을 입었다. 도모히토는 「다시는 자동차 운전을 하지 않겠다」고 어머니 미카사노미야 비 유리코(三笠宮妃百合子)와 약속하였고, 운전면허증을 도쿄 도 공안위원회(東京都公安委員会)에 반납하였다.
1968년 가쿠슈인 대학 법학부 정치학과(法学部政治学科)을 졸업했고(법학학사) 4월부터 1970년 8월까지 2년 반 동안 영국의 옥스퍼드 대학 모들린 칼리지로 유학하였다. 이는 아버지 다카히토 친왕이나 의백모(義伯母)인 지치부노미야 비(秩父宮妃)의 권유에 의한 것이었다. 모들린 칼리지는 큰아버지인 지치부노미야 야스히토 친왕(秩父宮雍仁親王)이 재적했던 곳이기도 했다.
유학 당초 도모히토의 영어는 「How do you do?」나 「Thank you very much.」밖에 이해하지 못하는 수준이었는데, 어학학교 「Godmer House School」에 3개월을 다녔고 칼리지로 옮긴 뒤에는 주마다 한 번 논문을 '열에 여섯일곱 정도의 힘으로' 끝마치고 '나머지는 사람을 사귀는 데 썼다'고 한다. 보증인은 케즈윅 집안의 존 케즈윅이었고, 처가인 아소 가문도 뒷바라지했다.
영국에 머무르는 중에는 영국 여왕 엘리자베스 2세에게 불려가 버킹엄 궁전에서 에든버러 공 필립, 찰스 왕세자, 앤 공주와 자리를 함께 하기도 했으며, 유럽에 머무는 동안 6개월은 스위스와 오스트리아에서 스키를 탔다.
1970년 1월 5일 24세 생일을 맞아 런던 주영일본대사 공저에서 가장 파티를 열었다. 이때 도모히토 친왕은 "증조할아버지 메이지 천황을 닮았으니 대원수복을 입으라"고 친구에게 재촉당해 아버지(제국육군 기병장교였다)로부터 기병장교의 군복을 받아다, 이것을 입었다. 일본의 일부 신문은 이를 비판적으로 보도했다. 또 주차 위반 벌금을 독촉받고도 이를 내지 않아 구속영장이 발부되기도 했다.
학위를 취득하지도 못하고 도모히토는 일본으로 귀국하였고, 1970년부터 1972년까지, 삿포로 올림픽 조직위원회 사무국(札幌オリンピック組織委員会事務局)의 직원으로서 근무하며 홋카이도(北海道) 삿포로 시(札幌市)에서 거주하였다. 초임 급여는 41,700엔이었다. 1975년에는 오키나와 국제해양박람회(沖縄国際海洋博覧会) 세계해양청소년대회 사무국(世界海洋青少年大会事務局)에서 근무하였다.
큰아버지 다카마쓰노미야 노부히토 친왕(高松宮宣仁親王)의 영향을 받아 일찍부터 장애인 복지나 스포츠 진흥 등의 공무에 적극적으로 나섰다. 특히 장애인이 스포츠를 통해 사회에 참여하는 것을 촉구하고자 했고, 그 자신도 직접 지도에 나서서 사회복지법인 「있는 그대로의 집」(ありのまま舎, 미야기 현 센다이 시에 있는 그리스도교 침례계의 근 디스트로피 장애인 복지 시설)의 활동에서 보이고 있듯, 시설 운영 등에도 관여하고 강연이나 저술을 통한 계발 활동에도 나섰다.
영국 유학을 계기로 국제 친선에도 강한 관심을 보여 일영협회(日英協会)의 명예총재를 시작으로 여러 외국과의 교류에도 의욕적으로 나서기도 하였다.
1975년에는 일본의 방송 채널인 닛폰 방송의 심야 라디오 프로그램인 올나이트닛폰의 진행자를 맡기도 했는데, 이는 일본 황족으로서는 유일무이한 경력이었다.
황족으로서는 대외에 자신을 드러내는 기회가 많았고, 동아시아 반일무장전선(東アジア反日武装戦線)은 도모히토 친왕을 살생부에 넣어 그가 자주 다니는 이발소, 레스토랑, 화랑 등을 조사하러 오기도 하는 바람에 신변 경비가 강화되었다.
황족으로서의 제약이 너무 많다는 이유로 1982년에는 '황적이탈발언'(皇籍離脱発言)으로 세상을 떠들썩하게 했다. 이는 일본뿐 아니라 한국에도 보도되었는데, 황실전범 11조에 "황태자 및 황태손을 제외한 친왕은 불가피한 특별한 사유가 있을 때 황실회의의 결의로 황족 신분을 떠난다"고 규정하고 있으며 도모히토 친왕의 황적 이탈에 대해 도미타 도모히코 당시 궁내청 장관은 "그분의 의사는 확인했지만 공식적인 것으로는 받아 들이지 않고 있다"며 "비록 공식적으로 신청한다 해도 친왕이신 전하는 황실전범상 스스로의 의사로 황적을 이탈할 수가 없는 규정으로 되어 있다"고 말했다. 한국의 조선일보 보도에 따르면 1982년 4월 17일 새벽 술에 취한 상태로 도미타에게 전화를 걸어 "황족을 그만두었으면 좋겠다"는 전화 통고를 했는데, 며칠 후 도미타가 도모히토 친왕을 찾아 갔을 때 친왕은 길렀던 수염을 말끔하게 밀었고 술에 취하지 않은 맑은 정신이었음에도 여전히 황적 이탈의 생각에는 변함이 없음을 피력하였다고 한다. 황적 이탈은 무산되었으며, 이에 대해 큰아버지 쇼와 천황은 기자회견에서 "국민의 황실에 대한 기대가 어떠한 것인지를 충분히 파악하고 그 기대에 부응하도록 노력하기를 바란다"(国民の皇室に対する期待が、どのようなものなのかを十分に把握して、その期待に沿うように努力するように望む)고 말했다.
1995년에 「경마나 경륜 등에 명의를 빌려주고 해마다 1천만 엔 가까운 사례를 받아 왔다」(競輪・競艇などに名義貸しをして毎年1000万円近くの謝礼を受けていた)는 것이 국회에서 문제시되기도 했다. 당시 후지모리 쇼이치(藤森昭一) 궁내청 장관(宮内庁長官)은 「미야케에서 쓰려던 것이 아니라 공공에 기부할 목적이었다」(宮家で使う金としてではなく、公共のために寄付するご意向だった)고 설명하였다. 2007년에는 자신이 알코올 중독자임을 인정했다.
1990년대부터 암 투병을 하다가 2012년 6월 6일 15시 35분에 다발성 장기부전으로 사망하였다. 사망했을 당시 황위계승서열은 제6위였다.

## 병력
1990년대부터 도모히토는 암, 알콜 중독을 비롯해서 갖가지 질병에 시달렸다.
1991년 1월에 식도암 수술을 받았다. 1995년까지는 혀뿌리, 목의 림프절, 후두 등 여섯 번에 걸친 수술을 받았고 이때의 투병 경험을 1999년 투병기 『병을 말하다』(癌を語る)라는 책으로 출판하기도 했다.
2006년 9월 16일에는 세수하던 도중에 쓰러져 이마에 골절상을 입었다. 또한 알콜 중독으로 인해 입원과 퇴원을 반복하였다(2010년 1월 8일에 다섯 번째 입원). 입원하고부터도 병원에서 공무에 출석하였고, 이른바 「삐져서 안 나오는 거냐」(ふてくされて出てこないのか)라는 발언 등 행동력 있고 예리한 발언력은 건재하다는 것을 보여주었다.
당초 입원은 한 달 정도로 예정되어 있었으나 3주만에 퇴원하였다. 그해 10월 20일에는 미국 잡지와의 인터뷰도 행할 정도로 회복된 모습을 보였다. 그러나 인두암이 발견되어 2008년 3월에 재차 수술을 받았다. 이때에는 목소리를 남기는 방향으로 수술이 행해졌지만, 무언가를 잘 삼킬 수 없게 되었고, 4월에는 폐렴이 발병해 재입원했다. 이때 목 일부를 막는 수술을 했는데 이로 인해 성대를 진동시키는 기도가 막혀 도모히토는 목소리를 잃었다. 이후 공무를 볼 때는 전자 성대를 목에 대고 대화를 해야 했다.
2010년 8월 19일에는 부정맥 치료로 입원했고, 다시 9월에 정기검진에서 새로 목에 암이 발견되면서 12월 14일에 내시경 수술을 받았다.
2011년 2월에는 폐렴으로 입원했다. 7월 8일에는 중인두 상피에서 발견된 암의 절제 수술을 위해 입원하는데, 1991년 이후 암과 관련된 수술이나 치료를 받은 것은 이것이 14번째였다.
2012년 1월에는 인후에서 또 종양이 발견되어, 사단법인 사사키 연구소 부속 행운당병원(財団法人佐々木研究所附属杏雲堂病院, 당시)에서 1월 10일, 종양과 주변 림프절을 적출하고, 결손부에 대한 복부 이식 처치를 수반하는 수술을 7시간 반에 걸쳐 받았다.수술 후에 세포 조직 검사를 실시한 결과, 도모히토 친왕의 병세가 '인후암 재발로 보인다'고 의사단은 발표했다. 3월에는 식사에 장애가 되었던 목 연골 제거 수술을 받았다.
같은 해 6월, 목에서 2회 출혈이 있어 수혈을 받아야 할 상황에까지 이르렀던 것으로 4일 밝혀졌다. 다음 5일, 궁내청은 도모히토의 신장이나 폐, 간의 기능이 저하 상태에 있어, 의식 레벨이 저하하고 있다고 발표했다. 2012년(헤이세이 24년) 6월 6일 15시 35분, 입원처인 도쿄도 치요다구의 공익 재단법인 사사키 연구소 부속 행운당 병원에서, 66세에 훙거하였다. 같은 날 궁내청의 회견에서, 사인은 다발성 장기 부전으로 발표되었다.
1991년 1월에 처음 암이 발견되고 21년 동안 암의 수술이나 치료는 모두 16번에 달하였다.

## 궁호의 유무와 표기
생전 도모히토 친왕은 결혼을 계기로 독립된 생계를 꾸렸지만, 아버지 미카사노미야 다카히토 친왕의 사자(嗣子)라 하여 미카사노미야를 계승할 자로 여겨졌으므로 따로 궁호를 받지 않았다. 「○○미야(宮) ××님(さま)」이라는 일본식 황족 경칭 표현이 보도에서 종종 사용되었지만, 궁호는 일반 국민의 '씨'처럼 동일 호적 내 가족 모두에게 적용되는 것과 달리 당주에게만 주어지는 것이므로 당주 이외의 황족에게
「○○미야(宮)」라고 부르는 것은 본래 정식 호칭이 아니다. 이와 같은 오용은 레이와 시대 왕위계승권 2위인 히사히토를 비롯한 다른 왕족에 대한 보도에서도 보인다.
2001년 12월에 행해진 장녀(첫째 딸) 아키코 여왕(彬子女王)의 성년에 수반한 기자회견에서 일본의 모든 신문이 아키코 여왕을 두고 「미카사노미야 도모히토 친왕 님의 맏딸 아키코 님」(三笠宮寬仁さまの長女彬子さま)이라고 기재한 것에 관해, 친왕은 자신이 총재를 맡고 있는 일본직업스키교사협회의 홍보지 「총재칼럼」(総裁コラム)에서 「나는 『미카사노미야』(아버지의 궁호)가 아니고 『도모히토 친왕』이고, 아키코는 지위가 『여왕』으로 경칭은 『전하』라고 부르지 않으면 안 된다. 따라서 정확하게는 『도모히토 친왕 전하의 제1녀 아키코 여왕 전하에게는……』이라고 해야 할 것이다」(私は、『三笠宮』（父の宮号）では無く、『寬仁親王』であり、彬子は身位が『女王』で、敬称は『殿下』でなければなりません。従って正しくは、『寬仁親王殿下の第一女子彬子女王殿下には……』となるべき)라고 썼다.[16] 또한 가시와도모카이(柏朋会)의 회보인 『자・토도』(ざ・とど)에도 농담을 섞어 「『미카사노미야 도모히토 친왕』이 아니라 『도모히토 친왕』이 맞다」(『三笠宮寬仁親王』でなく『寬仁親王』が正しい)라고 쓰고 있다.
1947년 10월 14일에 다이쇼 천황의 직계를 제외한 11개 미야케(宮家) 51명의 옛 일본 황족들이 황적을 이탈하기 전까지는 일본에서 미야케의 수가 많았으나, 현대에는 도모히토 친왕과 같이 「사자(嗣子)로서 굳이 궁호를 받을 일이 없었던 친왕 ・ 왕」이 있는 미야케가 많기 때문에, 그런「사자에 해당하는 친왕이나 왕」의 경우를 「○○와카미야(若宮)」라고 부르는 관습이 있는데, 현행 일본 헌법하에서는 이 호칭은 거의 쓰이지 않고 있다. 한편 정부에 의한 정식 표기(내각 고시나 궁내성 고시 등)에서는 도모히토 친왕에 한하지 않고 황족에게 궁호가 주어지는 일은 없기('황태자'를 제외) 때문에, 그러한 고시가 게재되는 관보에서의 표기는 반드시 '도모히토 친왕'(비의 경우는 '도모히토 친왕비 노부코')로 여겨지며, '미카사노미야'가 붙여지는 일은 없다. 그러나 매스미디어에서는 「알기 쉬움」을 도모하기 위해 「(쇼와 천황의 동생인 다카히토 친왕이 창설한) 미카사노미야 가의 도모히토 님」이라고 보도되는 일이 있다.
한편 미카사노미야 본가에서는 독립적인 생계를 영위하고 있으며 도모히토 친왕이 당주를 맡아 「도모히토 친왕가」(寬仁親王家)로써 다른 궁가에 준하는 대우를 받고 있었다. 친왕의 사망과 수반하여 당주가 없는 상태가 지속되었는데, 2013년 6월 10일 궁내청은 「훙거 시점으로 소급하여 친왕가는 폐지」(薨去にさかのぼり、親王家を廃止する)라고 발표하였다. 즉 원칙적으로는 도모히토 친왕의 사망과 함께 도모히토 친왕가는 사라져버린 것이다. 종래의 관례로는 도모히토 친왕비 노부코가 당주를 이어야 했으나, 오랫동안 부부가 별거하고 있었기 때문에 친왕이 사망한 뒤에도 두 딸들과 동거하지 않았다. 도모히토 친왕의 저택의 이름도 「미카사노미야 동저」(三笠宮東邸)로 개칭되었다.

## 일화

### 저술 및 발언에 관하여
- 일본 각지에서의 강연 활동이나 신문 ・ 잡지 등에서의 저술 활동에도 적극적이었으며, 에세이 등을 정리한 저서도 다수 출간하였다.[22]
- 독신 시대인 1976년에 『스타 천 하루의 밤』(スター千一夜, 후지 테레비죤), 1977년에는 『徹子の部屋』(테레비 아사히) 등 토크 프로그램에도 출연하는 것 외에도, 1980년 결혼한 뒤에는 부인 노부코와 함께 텔레비전 버라이어티 방송에 출연하기도 하였다.[23]
- 2007년 10월에는 뉴욕 타임즈 인터뷰에 답하여 「가쿠슈인 시절에는 야마노테선을 타고 통학했다」(学習院時代には山手線に乗って通学した)면서,  「조선학교 학생에게 트집을 잡히는 일도 있었다」(朝鮮学校の生徒に因縁をつけられることもあった), 「그들은 가쿠슈인 교복을 발견하면 언제나 덮치곤 했다」(彼らは学習院の制服を見つけると、いつも襲いかかってきたものでした)라는 혐한적인 발언도 기록되어 있다. 이 인터뷰에서는 나루히토 당시 왕세자(고타이시)의 이른바 '인격부정발언'(人格否定発言)[24]에 대해서도 다루었는데, 「편지에 답변한다면 어느 정도 진전이 있지 않았을까 했지만 의례적인 답변밖에 오지 않았다.」(手紙に返答していれば、いくらかの進展はあったのではないかと思うが、意見を述べたことに対しての礼を述べる返事しか来なかった)고 나루히토에게 발언에 대한 설명을 요구하는 장문의 편지를 보냈지만 영장 정도의 답변만 받고 사안이 진척되지 않았다는 취지의 발언을 했다. 또 알코올 중독을 공표한 사실을 언급하며 「왕실은 스트레스 덩어리다」(皇室はストレスの塊)라고 말하기도 했다.[25]
- 1975년 10월 28일에는 오전 1시부터 2시 사이, 닛폰방송의 「올나이트 닛폰」(オールナイトニッポン)에 생방송으로 디스크 자키를 맡았다. 스튜디오에서 옆에 프로그램 디렉터가 앉아 연달아 만드는 위스키 온 더 록을 마시며 왕실, 자신의 신상이나 복지 이야기 등을 음악을 곁들이며 2시간 동안 이야기를 나눴다. 방송을 듣고 있던 동생 노리히토(憲仁)으로부터는 2시 이후에는 능률이 돌지 않았다고 지적했다. 방송에서 자신의 왕위 계승 서열 7위라는 숫자가 마음에 든다며 미치코(당시 왕세자빈)에게 "이제 더 이상 아들을 낳지 말라"고 하기도 했다. 함께 출연했던 쿠로야나기 도오루코(黒柳徹子)로부터 궁내청 직원은 프로그램에 대해 뭐라고 했느냐는 질문에 도모히토는 「딱히 뭐… 이젠 그냥 포기했겠죠, 나에 대해서는」(別にもう…諦めてるんでしょうな、おれのことについては)이라고 대답하고 있다.

### 공적 생활에 관한 것
- 다른 황족들과 마찬가지로 각 단체의 총재직이나 명예총재직을 다수 취임하고 있었다. 우애십자회(友愛十字会), 있는 그대로의 집(ありのまま舎), 공익재단법인, 신기술개발재단(新技術開発財団), 은사재단 제생회(恩賜財団済生会) 등 사회복지법인이나 다카마쓰노미야 비 암 연구기금(高松宮妃癌研究基金) 등의 요양의료 ・ 복지에 관한 단체에서 임원을 맡는 일이 많았다.[22]
- 스포츠에도 조예가 깊어서 일본당구협회, 일본직업스키교사협회, 일본학생빙상경기연맹 등 스포츠 관련 단체의 임원도 많이 맡고 있으며[22] 전국대학 럭비풋볼 선수권대회, 전일본 프로포켓당구선수권대회, 경륜의 도모히토 친왕배 · 세계선수권 기념토너먼트 등의 대회에서는 자신의 이름을 딴 우승배·패가 수여된다. 또한 1987년에 창설되어 아오모리현에서 매년 개최하고 있는 이와키 산 스키마라톤 대회(岩木山スキーマラソン大会)에서는 대회 총재로 취임했을 뿐만 아니라 직접 코스 세팅의 지휘를 맡고 선수로서도 출장하는 등 운영 면에서도 열심히 임했다.[26]
- 1981년 11월 부부가 자위대 음악 축제(自衛隊音楽まつり)에 출석하기를 희망하였는데, 제2차 세계대전 이후 일본 황족은 자위대와 거리를 유지하고 있었기에(당시) 큰 파문을 불러 일으켰다.[27] 음악제는 관열식(観閲式) ・ 관함식(観艦式)과는 달리 일반인에 대한 PR이 주요 목적이기 때문에 빈객이 아닌 특별 초대자 대우로 준비가 이루어졌다.

### 인물에 관한 것
- 아이치 현(愛知県) 나고야 시(名古屋市)의 명문 클럽에서 도모히토 왕자(신노)가 「오토바(御東場, 일본 궁중용어로 측간이라는 뜻)가 더러워서 내가 청소해 뒀다」고 했다고 오너 마담 ・ 가세 후미예(加瀬文恵)가 잡지 『플래티나 스타일』(プラチナ・スタイル) 취재에서 말하였다.[28]
- 영국으로 유학을 가는 맏딸 아키코 여왕에게 "너는 세금으로 공부하는 거니까 남들보다 더 분발해야 한다"고 훈계하였다고 한다.[출처 필요] 아키코 여왕은 훗날 아버지 도모히토 왕자(신노)에 대해 도모히토가 "네가 하는 일이 무엇인지에 대해서는 잘 모르겠다"며 특별히 아키코를 칭찬한 적은 없었고, 오히려 할아버지 미카사노미야 다카히토 왕자(신노)가 아키코의 국사관 대학 명예박사학위의 수여 소식에 대해 "진무 이래의 쾌거다"(神武以来の快挙だ)라고 칭찬해 주었다고 한다.[29]
- 차녀인 요코 여왕(瑶子女王)은 「(아버지인) 도모히토 왕자(신노)의 성격은 너무 세심한 데가 있었다」(寬仁親王の性格は細か過ぎるところがある)라고 적고 있다.[30]

## 황위 계승 문제에 대하여

### 여계 천황 용인론에 대한 견해
헤이세이 시대(平成時代)에 들어 헌법상의 제약도 있어 천황 및 황족이 여계 천황의 시비에 대해 자신의 의견을 대놓고 언급할 기회는 제한되어 있었다. 도모히토 친왕은 자신이 회장으로 있는 복지단체 「하쿠보카이」(柏朋会)의 회보인 『ざ・とど』에서 「어디까지나 공적인 지위에서가 아니라 나 개인의 사적인 견해」라고 전제하면서, 여계 천황에 대한 견해를 표명하였다. 이 기관지는 시판되지 않았다. 여기서 도모히토는 여계 천황에 대해 명확하게 반대하는 입장을 보였으며, 구황족들이 황적으로 복귀할 것 등을 촉구하였다.
도모히토 친왕은 「(2천 년 이상의) 역사와 전통을 헤이세이의 시대에 왔다 하여 간단히 바꾸어서 되겠는가」(歴史と伝統を平成の御世でいとも簡単に変更して良いのか)라며 여계 천황을 용인하자는 의견을 비판하였고, 또한 「만세일계(万世一系), 125대의 선황들의 황통이 귀중한 이유는 신화 시대의 초대 진무 천황으로부터 연속하여 한 번의 예외도 없이 '남계'로 이어져 왔다는 것이 엄연한 사실이다」(万世一系、125代の天子様の皇統が貴重な理由は、神話の時代の初代神武天皇から連綿として一度の例外も無く、『男系』で続いて来ているという厳然たる事実)라고 주장하였다. 도모히토 친왕은 남계 계승을 유지하기 위한 방법으로서
1. 1947년에 황적을 이탈한 옛 황족들을 황적에 복귀시킬 것.
2. 여성 황족(내친왕)에게 옛 황족(남계)으로부터 양자를 들이게 하고 그 아들에게 황위 계승권을 줄 것.
3. 폐절된 지치부노미야(秩父宮)나 다카마쓰노미야(高松宮)의 제사를 옛 황족들 가운데 골라서 다시 잇도록 하여 미야케를 재흥시킬 것.
4. 예전처럼「측실」(즉 일부다처제) 제도를 부활시킬 것. 다만 이는 나 자신(도모히토 친왕)으로써는 찬성하지만 국내외 뿐만 아니라 현재 전 세계적으로 실현 가능성이 떨어진다.

등을 들었다.
그러면서 「폐하(당시 아키히토 일왕)나 황태자 전하(나루히토 일왕)는 집안 일이기 때문에 직접 대놓고 말씀하실 수는 없습니다. 국민 한 사람 한 사람이 우리 나라를 형성하는 민초의 일원으로서 2665년의 역사와 전통에 대해 제대로 의견을 갖고 발언해 주지 않으면 언젠가 '천황이 필요 없다'는 논의로까지 발전할 것입니다.」(陛下や皇太子様は、御自分達の家系の事ですから御自身で、発言される事はお出来になりません。国民一人一人が、我が国を形成する『民草』の一員として、2665年の歴史と伝統に対しきちんと意見を持ち発言をして戴かなければ、いつの日か、『天皇はいらない』という議論にまで発展するでしょう)라고 매듭지었고, 여계 천황 용인의 움직임에 반대한다는 의견을 내었다.
또한 2006년 1월 3일자 마이니치 신문(毎日新聞)과 잡지『분케이슌주』(文藝春秋) 2006년 2월호 인터뷰에서도 마찬가지의 견해를 표명하였다. 특히 후자에서는 고이즈미 준이치로(小泉純一郎) 수상이나 지식인 회의(有識者会議)가 「여성 천황 용인의 방침이라는 것은 천황 폐하(당시 아키히토 일왕)의 뜻을 받들어서가 아닌가」(女系天皇容認の方針なのは、天皇陛下の内意を受けてのことではないのか)라는 소문에 대해 「본인에게 직접 확인하지는 않았지만, 그 조심스러운 폐하가 여계 천황이나 장자 우선 계승에 찬성하실 리는 없다.소문은 사실 무근의 억측일 것이다」(ご本人に直接確認してはいないが、あの慎み深い陛下が女系天皇や長子優先継承に賛成なさるはずはない。噂は、事実無根の臆測だろう)라고 천황의 진의를 전하였다.

### 도모히토 친왕의 견해에 대한 반향
- 도모히토 친왕이 해당 견해를 발표하기 전, 고이즈미 준이치로 내각총리대신(内閣総理大臣)의 사적 자문 기관인 「황실전범에 대한 지식인 회의」(皇室典範に関する有識者会議)의 좌장(座長) 깃카와 히로유키(吉川弘之) 도쿄 대학 명예교수는 황위계승 자격자 의론에 대해서 「황족의 의견을 듣는 것은 헌법 위반이다」(皇族から意見を聞くことは憲法違反だ)라고 지적하였다. 또한 「헌법의 해석권은 유시키샤 회의에 있다」(憲法の解釈権は有識者会議にある)라고도 제창하였다.
  - 한편으로 2005년 11월 4일에 도모히토 친왕의 견해에 대한 기자질문에 대해 고이즈미 준이치로 당시 수상은 「황위 계승 자격자 논란에 대해 황족으로부터 의견을 듣는 정도는 헌법 위반에 해당되지 않으며, 의견을 표명하는 것은 자유이다」(皇位継承資格者議論について、皇族から意見を聞くのは憲法違反にあたらず、意見を表明するのは自由である)라고 대답하였다.
- 같은 해 11월 7일, 유시키샤 회의의 회합을 마친 깃카와 히로유키는 「도모히토 친왕의 견해는 회의에 영향을 주지 못했으며, 여계 천황 용인의 자세는 변함이 없다」(寬仁親王の見解は会議へ影響せず、女系天皇容認の姿勢は変更しない)라고 하였다. 같은 날 고이즈미 수상은 여계 천황을 용인하는 유시키샤 회의의 방침을 지지한다는 뜻을 비쳤다.
- 같은 해 11월 14일에 일본 시즈오카 현지사(静岡県知事) 이시카와 요시노부(石川嘉延)는 정례 기자회견에서 도모히토 친왕의 견해에 대하여 「마찬가지 생각을 가지고 있으며 공감한다」(同様な考えを持っており共感した)라고 발언하였다. 나아가 황위계승 자격자 의론에 대해서 졸속 의론에 의문을 표하며 「전통적인 국체와 관련된 것을 불과 몇 개월 만에 결론을 내리고 어떤 방향으로 끌고 가려 드는 것은 말도 안 되는 소리다. 너무 졸속이다. 지식인 회의에는 황실 문제에 대해 오랜 세월 연구해 온 사람이 몇 명이나 있는지 보자면 허술하기 짝이 없을 뿐이다」(伝統的な国のあり方にかかわるものを、わずか数か月で結論を出して、ある方向に持っていこうとするのはとんでもない話。余りにも拙速。有識者会議には皇室問題について長年研究してきた人が何人入っているかというとお寒い限り)라고 주장하였다.
- 아사히 신문(朝日新聞)은 사설에서 부정적인 견해를 비쳤고, 2006년 2월 2일자 사설에서 『도모히토 전하 이제 발언은 좀 자제하심이』(寛仁さま 発言はもう控えられては)라는 제목으로 「정치적 발언이자 상징 천황제라는 일본 헌법의 대원칙에서 벗어난 것이다.」(政治的発言であり、象徴天皇制という日本国憲法で定められている大原則から逸脱している)라고 주장하였다.
  - 산케이 신문(産経新聞)은 다음날인 3일 사설에서 『아사히 사설  「언론봉쇄」 삼가하는 것이』(朝日社説 「言論封じ」こそ控えては)라는 제목의 사설에서, 그리고 주간문춘(週刊文春)이나 주간신조(週刊新潮)도 제각기 『도모히토 친왕 전하에게 「입 다물라」고 명하는 아사히 신문 논설위원의 실명과 식견』(寬仁親王殿下に「黙れ」と命じた朝日新聞論説委員の実名と見識), 『도모히토 친왕 전하에게 「입 다물라」 명하는 아사히 신문은 그리도 대단한가?』(寬仁親王殿下に「黙れ」と命じた朝日新聞ってそんなにエラい?) 등의 주장을 내놓으며 아사히 신문을 비판하였다.

## 가족
1980년에는 아소 다로의 여동생 노부코와 결혼해서 장녀 아키코(1981년 ~ )와 차녀 요코(1983년 ~ )를 두었다. 생전에 직설적인 발언과 친우익 성향으로 인해 대한민국에서도 어느 정도 알려진 편이었다. 부모인 다카히토 친왕과 친왕비 유리코는 노년기에도 금슬이 좋은 왕족 부부이지만, 정작 도모히토는 친왕비 노부코와 사이가 좋지 않았다.

## 가계도
| 오쿠보 도시미치 1830년-1878년 일본 초대 내무경                                       | 오쿠보 도시미치 1830년-1878년 일본 초대 내무경                                       | 오쿠보 도시미치 1830년-1878년 일본 초대 내무경                                       | 오쿠보 도시미치 1830년-1878년 일본 초대 내무경                                       | 오쿠보 도시미치 1830년-1878년 일본 초대 내무경                                       | 오쿠보 도시미치 1830년-1878년 일본 초대 내무경                                       |        |        | 미시마 미치쓰네 1835년-1885년 사쓰마번 무사·일본 내무성 관료                     | 미시마 미치쓰네 1835년-1885년 사쓰마번 무사·일본 내무성 관료                     | 미시마 미치쓰네 1835년-1885년 사쓰마번 무사·일본 내무성 관료                     | 미시마 미치쓰네 1835년-1885년 사쓰마번 무사·일본 내무성 관료                     | 미시마 미치쓰네 1835년-1885년 사쓰마번 무사·일본 내무성 관료                     | 미시마 미치쓰네 1835년-1885년 사쓰마번 무사·일본 내무성 관료                     |                                                                                 |                                                                                 |                                                                                 |                                                                                 |                                            |                                            | | | | | | |        |        |                                                    |                                                    |                                                    |                                                    |                                                    |                                                    |                                                 |                                                 |                                                 |                                                 |
| 오쿠보 도시미치 1830년-1878년 일본 초대 내무경                                       | 오쿠보 도시미치 1830년-1878년 일본 초대 내무경                                       | 오쿠보 도시미치 1830년-1878년 일본 초대 내무경                                       | 오쿠보 도시미치 1830년-1878년 일본 초대 내무경                                       | 오쿠보 도시미치 1830년-1878년 일본 초대 내무경                                       | 오쿠보 도시미치 1830년-1878년 일본 초대 내무경                                       |        |        | 미시마 미치쓰네 1835년-1885년 사쓰마번 무사·일본 내무성 관료                     | 미시마 미치쓰네 1835년-1885년 사쓰마번 무사·일본 내무성 관료                     | 미시마 미치쓰네 1835년-1885년 사쓰마번 무사·일본 내무성 관료                     | 미시마 미치쓰네 1835년-1885년 사쓰마번 무사·일본 내무성 관료                     | 미시마 미치쓰네 1835년-1885년 사쓰마번 무사·일본 내무성 관료                     | 미시마 미치쓰네 1835년-1885년 사쓰마번 무사·일본 내무성 관료                     |                                                                                 |                                                                                 |                                                                                 |                                                                                 |                                            |                                            | | | | | | |        |        |                                                    |                                                    |                                                    |                                                    |                                                    |                                                    |                                                 |                                                 |                                                 |                                                 |
| 마키노 노부아키 1861년-1949년 일본 외무대신·농상무대신·문부대신 역임                 | 마키노 노부아키 1861년-1949년 일본 외무대신·농상무대신·문부대신 역임                 | 마키노 노부아키 1861년-1949년 일본 외무대신·농상무대신·문부대신 역임                 | 마키노 노부아키 1861년-1949년 일본 외무대신·농상무대신·문부대신 역임                 | 마키노 노부아키 1861년-1949년 일본 외무대신·농상무대신·문부대신 역임                 | 마키노 노부아키 1861년-1949년 일본 외무대신·농상무대신·문부대신 역임                 |        |        | 미네코                                                                           | 미네코                                                                           | 미네코                                                                           | 미네코                                                                           | 미네코                                                                           | 미네코                                                                           |                                                                                 |                                                                                 |                                                                                 |                                                                                 |                                            |                                            | 아소 다키치 1857년-1933년 아소 상점 사장, 석탄 광업 협회 회장, 규슈 수력 전기 사장, 중의원 의원, 귀족원 고액 납세자 의원 | 아소 다키치 1857년-1933년 아소 상점 사장, 석탄 광업 협회 회장, 규슈 수력 전기 사장, 중의원 의원, 귀족원 고액 납세자 의원 | 아소 다키치 1857년-1933년 아소 상점 사장, 석탄 광업 협회 회장, 규슈 수력 전기 사장, 중의원 의원, 귀족원 고액 납세자 의원 | 아소 다키치 1857년-1933년 아소 상점 사장, 석탄 광업 협회 회장, 규슈 수력 전기 사장, 중의원 의원, 귀족원 고액 납세자 의원 | 아소 다키치 1857년-1933년 아소 상점 사장, 석탄 광업 협회 회장, 규슈 수력 전기 사장, 중의원 의원, 귀족원 고액 납세자 의원 | 아소 다키치 1857년-1933년 아소 상점 사장, 석탄 광업 협회 회장, 규슈 수력 전기 사장, 중의원 의원, 귀족원 고액 납세자 의원 |        |        |                                                    |                                                    |                                                    |                                                    |                                                    |                                                    |                                                 |                                                 |                                                 |                                                 |
| 마키노 노부아키 1861년-1949년 일본 외무대신·농상무대신·문부대신 역임                 | 마키노 노부아키 1861년-1949년 일본 외무대신·농상무대신·문부대신 역임                 | 마키노 노부아키 1861년-1949년 일본 외무대신·농상무대신·문부대신 역임                 | 마키노 노부아키 1861년-1949년 일본 외무대신·농상무대신·문부대신 역임                 | 마키노 노부아키 1861년-1949년 일본 외무대신·농상무대신·문부대신 역임                 | 마키노 노부아키 1861년-1949년 일본 외무대신·농상무대신·문부대신 역임                 |        |        | 미네코                                                                           | 미네코                                                                           | 미네코                                                                           | 미네코                                                                           | 미네코                                                                           | 미네코                                                                           |                                                                                 |                                                                                 |                                                                                 |                                                                                 |                                            |                                            | 아소 다키치 1857년-1933년 아소 상점 사장, 석탄 광업 협회 회장, 규슈 수력 전기 사장, 중의원 의원, 귀족원 고액 납세자 의원 | 아소 다키치 1857년-1933년 아소 상점 사장, 석탄 광업 협회 회장, 규슈 수력 전기 사장, 중의원 의원, 귀족원 고액 납세자 의원 | 아소 다키치 1857년-1933년 아소 상점 사장, 석탄 광업 협회 회장, 규슈 수력 전기 사장, 중의원 의원, 귀족원 고액 납세자 의원 | 아소 다키치 1857년-1933년 아소 상점 사장, 석탄 광업 협회 회장, 규슈 수력 전기 사장, 중의원 의원, 귀족원 고액 납세자 의원 | 아소 다키치 1857년-1933년 아소 상점 사장, 석탄 광업 협회 회장, 규슈 수력 전기 사장, 중의원 의원, 귀족원 고액 납세자 의원 | 아소 다키치 1857년-1933년 아소 상점 사장, 석탄 광업 협회 회장, 규슈 수력 전기 사장, 중의원 의원, 귀족원 고액 납세자 의원 |        |        |                                                    |                                                    |                                                    |                                                    |                                                    |                                                    |                                                 |                                                 |                                                 |                                                 |
|                                                                                      |                                                                                      |                                                                                      |                                                                                      |                                                                                      |                                                                                      |        |        |                                                                                  |                                                                                  |                                                                                  |                                                                                  |                                                                                  |                                                                                  |                                                                                 |                                                                                 |                                                                                 |                                                                                 |                                            |                                            | | | | | | |        |        |                                                    |                                                    |                                                    |                                                    |                                                    |                                                    |                                                 |                                                 |                                                 |                                                 |
|                                                                                      |                                                                                      |                                                                                      |                                                                                      | 유키코                                                                               | 유키코                                                                               | 유키코 | 유키코 | 유키코                                                                           | 유키코                                                                           |                                                                                  |                                                                                  | 요시다 시게루 1878년-1969년 일본 외무대신, 제45·48·49·50·51대 일본 내각총리대신  | 요시다 시게루 1878년-1969년 일본 외무대신, 제45·48·49·50·51대 일본 내각총리대신  | 요시다 시게루 1878년-1969년 일본 외무대신, 제45·48·49·50·51대 일본 내각총리대신 | 요시다 시게루 1878년-1969년 일본 외무대신, 제45·48·49·50·51대 일본 내각총리대신 | 요시다 시게루 1878년-1969년 일본 외무대신, 제45·48·49·50·51대 일본 내각총리대신 | 요시다 시게루 1878년-1969년 일본 외무대신, 제45·48·49·50·51대 일본 내각총리대신 |                                            |                                            | 아소 다로 | 아소 다로 | 아소 다로 | 아소 다로 | 아소 다로 | 아소 다로 |        |        |                                                    |                                                    |                                                    |                                                    |                                                    |                                                    |                                                 |                                                 |                                                 |                                                 |
|                                                                                      |                                                                                      |                                                                                      |                                                                                      | 유키코                                                                               | 유키코                                                                               | 유키코 | 유키코 | 유키코                                                                           | 유키코                                                                           |                                                                                  |                                                                                  | 요시다 시게루 1878년-1969년 일본 외무대신, 제45·48·49·50·51대 일본 내각총리대신  | 요시다 시게루 1878년-1969년 일본 외무대신, 제45·48·49·50·51대 일본 내각총리대신  | 요시다 시게루 1878년-1969년 일본 외무대신, 제45·48·49·50·51대 일본 내각총리대신 | 요시다 시게루 1878년-1969년 일본 외무대신, 제45·48·49·50·51대 일본 내각총리대신 | 요시다 시게루 1878년-1969년 일본 외무대신, 제45·48·49·50·51대 일본 내각총리대신 | 요시다 시게루 1878년-1969년 일본 외무대신, 제45·48·49·50·51대 일본 내각총리대신 |                                            |                                            | 아소 다로 | 아소 다로 | 아소 다로 | 아소 다로 | 아소 다로 | 아소 다로 |        |        |                                                    |                                                    |                                                    |                                                    |                                                    |                                                    |                                                 |                                                 |                                                 |                                                 |
|                                                                                      |                                                                                      |                                                                                      |                                                                                      |                                                                                      |                                                                                      |        |        |                                                                                  |                                                                                  |                                                                                  |                                                                                  |                                                                                  |                                                                                  |                                                                                 |                                                                                 |                                                                                 |                                                                                 |                                            |                                            | | | | | | |        |        |                                                    |                                                    |                                                    |                                                    |                                                    |                                                    |                                                 |                                                 |                                                 |                                                 |
|                                                                                      |                                                                                      |                                                                                      |                                                                                      |                                                                                      |                                                                                      |        |        |                                                                                  |                                                                                  |                                                                                  |                                                                                  |                                                                                  |                                                                                  |                                                                                 |                                                                                 |                                                                                 |                                                                                 |                                            |                                            | | | | | | |        |        |                                                    |                                                    |                                                    |                                                    |                                                    |                                                    |                                                 |                                                 |                                                 |                                                 |
| 요시다 겐이치 1912년-1977년 영문학 번역가, 비평가, 소설가                            | 요시다 겐이치 1912년-1977년 영문학 번역가, 비평가, 소설가                            | 요시다 겐이치 1912년-1977년 영문학 번역가, 비평가, 소설가                            | 요시다 겐이치 1912년-1977년 영문학 번역가, 비평가, 소설가                            | 요시다 겐이치 1912년-1977년 영문학 번역가, 비평가, 소설가                            | 요시다 겐이치 1912년-1977년 영문학 번역가, 비평가, 소설가                            |        |        | 가즈코                                                                           | 가즈코                                                                           | 가즈코                                                                           | 가즈코                                                                           | 가즈코                                                                           | 가즈코                                                                           |                                                                                 |                                                                                 |                                                                                 |                                                                                 |                                            |                                            | 아소 다카키치 1911년-1980년 사업가, 정치인, 아소 시멘트 회장                                                             | 아소 다카키치 1911년-1980년 사업가, 정치인, 아소 시멘트 회장                                                             | 아소 다카키치 1911년-1980년 사업가, 정치인, 아소 시멘트 회장                                                             | 아소 다카키치 1911년-1980년 사업가, 정치인, 아소 시멘트 회장                                                             | 아소 다카키치 1911년-1980년 사업가, 정치인, 아소 시멘트 회장                                                             | 아소 다카키치 1911년-1980년 사업가, 정치인, 아소 시멘트 회장                                                             |        |        | 스즈키 젠코 1911년-2004년 제70대 일본 내각총리대신 | 스즈키 젠코 1911년-2004년 제70대 일본 내각총리대신 | 스즈키 젠코 1911년-2004년 제70대 일본 내각총리대신 | 스즈키 젠코 1911년-2004년 제70대 일본 내각총리대신 | 스즈키 젠코 1911년-2004년 제70대 일본 내각총리대신 | 스즈키 젠코 1911년-2004년 제70대 일본 내각총리대신 |                                                 |                                                 |                                                 |                                                 |
| 요시다 겐이치 1912년-1977년 영문학 번역가, 비평가, 소설가                            | 요시다 겐이치 1912년-1977년 영문학 번역가, 비평가, 소설가                            | 요시다 겐이치 1912년-1977년 영문학 번역가, 비평가, 소설가                            | 요시다 겐이치 1912년-1977년 영문학 번역가, 비평가, 소설가                            | 요시다 겐이치 1912년-1977년 영문학 번역가, 비평가, 소설가                            | 요시다 겐이치 1912년-1977년 영문학 번역가, 비평가, 소설가                            |        |        | 가즈코                                                                           | 가즈코                                                                           | 가즈코                                                                           | 가즈코                                                                           | 가즈코                                                                           | 가즈코                                                                           |                                                                                 |                                                                                 |                                                                                 |                                                                                 |                                            |                                            | 아소 다카키치 1911년-1980년 사업가, 정치인, 아소 시멘트 회장                                                             | 아소 다카키치 1911년-1980년 사업가, 정치인, 아소 시멘트 회장                                                             | 아소 다카키치 1911년-1980년 사업가, 정치인, 아소 시멘트 회장                                                             | 아소 다카키치 1911년-1980년 사업가, 정치인, 아소 시멘트 회장                                                             | 아소 다카키치 1911년-1980년 사업가, 정치인, 아소 시멘트 회장                                                             | 아소 다카키치 1911년-1980년 사업가, 정치인, 아소 시멘트 회장                                                             |        |        | 스즈키 젠코 1911년-2004년 제70대 일본 내각총리대신 | 스즈키 젠코 1911년-2004년 제70대 일본 내각총리대신 | 스즈키 젠코 1911년-2004년 제70대 일본 내각총리대신 | 스즈키 젠코 1911년-2004년 제70대 일본 내각총리대신 | 스즈키 젠코 1911년-2004년 제70대 일본 내각총리대신 | 스즈키 젠코 1911년-2004년 제70대 일본 내각총리대신 |                                                 |                                                 |                                                 |                                                 |
|                                                                                      |                                                                                      |                                                                                      |                                                                                      |                                                                                      |                                                                                      |        |        |                                                                                  |                                                                                  |                                                                                  |                                                                                  |                                                                                  |                                                                                  |                                                                                 |                                                                                 |                                                                                 |                                                                                 |                                            |                                            | | | | | | |        |        |                                                    |                                                    |                                                    |                                                    |                                                    |                                                    |                                                 |                                                 |                                                 |                                                 |
|                                                                                      |                                                                                      |                                                                                      |                                                                                      |                                                                                      |                                                                                      |        |        |                                                                                  |                                                                                  |                                                                                  |                                                                                  |                                                                                  |                                                                                  |                                                                                 |                                                                                 |                                                                                 |                                                                                 |                                            |                                            | | | | | | |        |        |                                                    |                                                    |                                                    |                                                    |                                                    |                                                    |                                                 |                                                 |                                                 |                                                 |
| 미카사노미야 도모히토 왕자 1946년-2012년 미카사노미야 다카히토 친왕의 아들           | 미카사노미야 도모히토 왕자 1946년-2012년 미카사노미야 다카히토 친왕의 아들           | 미카사노미야 도모히토 왕자 1946년-2012년 미카사노미야 다카히토 친왕의 아들           | 미카사노미야 도모히토 왕자 1946년-2012년 미카사노미야 다카히토 친왕의 아들           | 미카사노미야 도모히토 왕자 1946년-2012년 미카사노미야 다카히토 친왕의 아들           | 미카사노미야 도모히토 왕자 1946년-2012년 미카사노미야 다카히토 친왕의 아들           |        |        | 미카사노미야 노부코 공주 1955년- 아소 다카키치의 셋째 딸이자, 아소 다로의 여동생 | 미카사노미야 노부코 공주 1955년- 아소 다카키치의 셋째 딸이자, 아소 다로의 여동생 | 미카사노미야 노부코 공주 1955년- 아소 다카키치의 셋째 딸이자, 아소 다로의 여동생 | 미카사노미야 노부코 공주 1955년- 아소 다카키치의 셋째 딸이자, 아소 다로의 여동생 | 미카사노미야 노부코 공주 1955년- 아소 다카키치의 셋째 딸이자, 아소 다로의 여동생 | 미카사노미야 노부코 공주 1955년- 아소 다카키치의 셋째 딸이자, 아소 다로의 여동생 |                                                                                 |                                                                                 | 아소 다로 1940년- 제92대 일본 내각총리대신                                      | 아소 다로 1940년- 제92대 일본 내각총리대신                                      | 아소 다로 1940년- 제92대 일본 내각총리대신 | 아소 다로 1940년- 제92대 일본 내각총리대신 | 아소 다로 1940년- 제92대 일본 내각총리대신                                                                               | 아소 다로 1940년- 제92대 일본 내각총리대신                                                                               | | | 지카코 | 지카코 | 지카코 | 지카코 | 지카코                                             | 지카코                                             |                                                    |                                                    | 스즈키 슌이치 1953년- 전 자유민주당 중의원 의원    | 스즈키 슌이치 1953년- 전 자유민주당 중의원 의원    | 스즈키 슌이치 1953년- 전 자유민주당 중의원 의원 | 스즈키 슌이치 1953년- 전 자유민주당 중의원 의원 | 스즈키 슌이치 1953년- 전 자유민주당 중의원 의원 | 스즈키 슌이치 1953년- 전 자유민주당 중의원 의원 |
| 미카사노미야 도모히토 왕자 1946년-2012년 미카사노미야 다카히토 친왕의 아들           | 미카사노미야 도모히토 왕자 1946년-2012년 미카사노미야 다카히토 친왕의 아들           | 미카사노미야 도모히토 왕자 1946년-2012년 미카사노미야 다카히토 친왕의 아들           | 미카사노미야 도모히토 왕자 1946년-2012년 미카사노미야 다카히토 친왕의 아들           | 미카사노미야 도모히토 왕자 1946년-2012년 미카사노미야 다카히토 친왕의 아들           | 미카사노미야 도모히토 왕자 1946년-2012년 미카사노미야 다카히토 친왕의 아들           |        |        | 미카사노미야 노부코 공주 1955년- 아소 다카키치의 셋째 딸이자, 아소 다로의 여동생 | 미카사노미야 노부코 공주 1955년- 아소 다카키치의 셋째 딸이자, 아소 다로의 여동생 | 미카사노미야 노부코 공주 1955년- 아소 다카키치의 셋째 딸이자, 아소 다로의 여동생 | 미카사노미야 노부코 공주 1955년- 아소 다카키치의 셋째 딸이자, 아소 다로의 여동생 | 미카사노미야 노부코 공주 1955년- 아소 다카키치의 셋째 딸이자, 아소 다로의 여동생 | 미카사노미야 노부코 공주 1955년- 아소 다카키치의 셋째 딸이자, 아소 다로의 여동생 |                                                                                 |                                                                                 | 아소 다로 1940년- 제92대 일본 내각총리대신                                      | 아소 다로 1940년- 제92대 일본 내각총리대신                                      | 아소 다로 1940년- 제92대 일본 내각총리대신 | 아소 다로 1940년- 제92대 일본 내각총리대신 | 아소 다로 1940년- 제92대 일본 내각총리대신                                                                               | 아소 다로 1940년- 제92대 일본 내각총리대신                                                                               | | | 지카코 | 지카코 | 지카코 | 지카코 | 지카코                                             | 지카코                                             |                                                    |                                                    | 스즈키 슌이치 1953년- 전 자유민주당 중의원 의원    | 스즈키 슌이치 1953년- 전 자유민주당 중의원 의원    | 스즈키 슌이치 1953년- 전 자유민주당 중의원 의원 | 스즈키 슌이치 1953년- 전 자유민주당 중의원 의원 | 스즈키 슌이치 1953년- 전 자유민주당 중의원 의원 | 스즈키 슌이치 1953년- 전 자유민주당 중의원 의원 |
|                                                                                      |                                                                                      |                                                                                      |                                                                                      |                                                                                      |                                                                                      |        |        |                                                                                  |                                                                                  |                                                                                  |                                                                                  |                                                                                  |                                                                                  |                                                                                 |                                                                                 |                                                                                 |                                                                                 |                                            |                                            | | | | | | |        |        |                                                    |                                                    |                                                    |                                                    |                                                    |                                                    |                                                 |                                                 |                                                 |                                                 |
|                                                                                      |                                                                                      |                                                                                      |                                                                                      |                                                                                      |                                                                                      |        |        |                                                                                  |                                                                                  |                                                                                  |                                                                                  |                                                                                  |                                                                                  |                                                                                 |                                                                                 |                                                                                 |                                                                                 |                                            |                                            | | | | | | |        |        |                                                    |                                                    |                                                    |                                                    |                                                    |                                                    |                                                 |                                                 |                                                 |                                                 |
| 미카사노미야 아키코 공주 1981년- 옥스퍼드 대학에서 미술 관련 논문으로 박사 학위 취득 | 미카사노미야 아키코 공주 1981년- 옥스퍼드 대학에서 미술 관련 논문으로 박사 학위 취득 | 미카사노미야 아키코 공주 1981년- 옥스퍼드 대학에서 미술 관련 논문으로 박사 학위 취득 | 미카사노미야 아키코 공주 1981년- 옥스퍼드 대학에서 미술 관련 논문으로 박사 학위 취득 | 미카사노미야 아키코 공주 1981년- 옥스퍼드 대학에서 미술 관련 논문으로 박사 학위 취득 | 미카사노미야 아키코 공주 1981년- 옥스퍼드 대학에서 미술 관련 논문으로 박사 학위 취득 |        |        | 미카사노미야 요코 공주 1983년-                                                   | 미카사노미야 요코 공주 1983년-                                                   | 미카사노미야 요코 공주 1983년-                                                   | 미카사노미야 요코 공주 1983년-                                                   | 미카사노미야 요코 공주 1983년-                                                   | 미카사노미야 요코 공주 1983년-                                                   |                                                                                 |                                                                                 |                                                                                 |                                                                                 |                                            |                                            | | | | | | |        |        |                                                    |                                                    |                                                    |                                                    |                                                    |                                                    |                                                 |                                                 |                                                 |                                                 |